# Museo Juan Manuel Blanes
El Museo de Bellas Artes Juan Manuel Blanes, también conocido como Museo Blanes se encuentra en el Prado de Montevideo, sobre la Avenida Millán 4015. Está especializado en historia del arte Nacional, exponiendo de forma permanente obras de Juan Manuel Blanes, Pedro Figari y otros destacados artistas uruguayos y extranjeros.

## Historia del edificio
El doctor Juan Bautista Raffo, cónsul italiano en el Uruguay, le encargó la construcción de la villa al Ing. Juan Alberto Capurro en  1870. La quinta ocupa una manzana limitada por la Av. Millán, la calle Mauá y el arroyo Miguelete, cuyas márgenes y entorno constituían un lugar de paseo y encuentro de las clases altas en determinadas épocas del año. Integra el conjunto de amplias y hermosas quintas solariegas (muchas hoy desaparecidas, otras incorporadas a parques y paseos públicos), que a fines del siglo XIX fueron construidas a orillas del Miguelete, arroyo que atraviesa Montevideo de norte a sur y desemboca en la bahía, a pocos kilómetros de la capital. "El arte de la edificación -expresa el historiógrafo nacional Horacio Arredondo-, tuvo allí un amplio campo para sus realizaciones, e hicieron explosión los más variados estilos. La euforia nacional olvidó por completo su ambiente y su origen hispánico. Se vieron construcciones neogóticas, del renacimiento francés e italiano, villas romanas, estilos ingleses y franceses, hasta pompeyanos y chinescos, pero predominó en aquel "cajón de sastre" el gusto por las villas italianas, nobles, graves, señoriales y este buen gusto se extendió al jardín, que se pobló de mármoles, estatuas y fontanas, y se importaron las más variadas y raras especies de árboles y plantas." 
La edificación, rodeada de parque, se desarrollaba frontal a la Av. Millán e inmediata al Puente de las Duranas, uno de los únicos puntos para cruzar el arroyo, ubicación que fuera privilegiada tanto en accesibilidad como a movimiento social se refiere. Situada en medio del parque, esta construcción tiene claras referencias formales con las villas construidas por Palladio, tanto en su planimetría como en su organización compositiva, en la que se diferencian claramente basamento, desarrollo y coronamiento. El lenguaje utilizado responde también al repertorio formal clásico en sus columnatas, balaustres y dinteles. 
El proyecto era de una sola planta, con antepecho de balaustre coronado de estatuas, logias porticadas laterales y una espaciosa terraza al frente con barandilla también de balaustre, adornada con grandes macetas, a la que se accede por una bien delineada escalinata enfrentada al pórtico central de entrada, graciosamente avanzado sobre 4 esbeltas columnas jónicas. 
El clasicismo y simetría de la construcción es retomado por la resolución del jardín frontal, cuyo acceso está planteado de manera tal que al recorrer la caminería que acompaña al gran cantero circular central, se nos obliga a ir cambiando nuestro punto de vista a medida que nos acercamos al acceso del edificio, introduciendo de esta manera el elemento tiempo en la composición. 
Los mejores materiales fueron utilizados en su construcción -finos enlucidos de estuco en el interior; balaustres, columnatas y peldaños de mármol de Carrara, carpintería de nobles maderas y primorosos herrajes- dentro de una armonía de líneas exteriores que le otorgaron un lugar destacado entre las más bellas residencias finiseculares.
El parque, denominado Jardín de los Artistas, que contuvo ejemplares vegetales únicos en el país, fue probablemente diseñado en sus orígenes por Pedro Margat, el principal de los horticultores uruguayos del siglo XIX. Este jardín se desarrollaba de acuerdo a las pautas de la paisajística francesa, e incluía una serie de espacios con diversos equipamientos: glorietas, pérgolas, merenderos, lago artificial, cascadas. Estas obras complementan el conjunto y acompañan la vida más libre y volcada al exterior que se daba en estas quintas en las que lo social excedía al usual de la generalidad de las viviendas.[cita requerida]
Años más tarde, la familia Raffo pondría en venta dicha quinta, la cual en 1872 es adquirida por Clara García de Zúñiga, hija de don Mateo García de Zúñiga. De quien el museo todavía conserva uno de sus cuadros, el cual está rodeado de distintas leyendas urbanas
En 1894 la quinta es nuevamente puesta en venta y adquirida por Augusto Morales Zalduondo quien junto con su familia residió en la casa quinta, hasta que sus hijas María Elena Morales de Casaravilla y María Mercedes Morales de Lafone decidieron ponerla en venta para luego ser adquirida por el entonces Consejo de Administración de Montevideo quién la destino  a albergar un museo. Museo que albergaria las obras del artista Juan Manuel Blanes, más conodido como el pintor de la Patria.
En 1929 el arquitecto Eugenio Baroffio proyecta una reforma y ampliación con el fin de adaptar el edificio a su nuevo destino. Es así que se construyen dos amplios salones de exposición de 8 x 25 m, con luz cenital, los que se desarrollan simétricamente siguiendo el eje longitudinal del edificio, afectando las simetrías laterales pero no la de fachada, y se organizan alrededor de un patio central, caracterizado por un lago y enriquecido por diversos juegos de niveles. Rodea este patio un pórtico de arquería en forma de claustro, cuyo lado posterior es igualmente una galería abierta, también porticada, con doble hilera de columnas, a través de la cual se divisa el jardín que se extiende hasta las proximidades del Arroyo Miguelete. Esa ampliación, signada por una fuerte simetría, se muestra cautelosa en cuanto a la introducción de nuevos planteos y lenguajes. Es así que se organizará la composición siguiendo las líneas del basamento, desarrollo y coronamiento existentes y marcará la permanencia de los ritmos de fachada por medio de la utilización de nichos y pilastras. 
Si bien la construcción se desarrolló muy por fuera del Renacimiento, es muy evidente la influencia del estilo renacentista en la concepción entera del edificio. La búsqueda de armonía, belleza, el uso de las artes plásticas, la ubicación del edificio acorde al entorno y en una completa simbiosis con éste, la utilización de elementos clásicos como las columnas jónicas, pero en un juego compositivo distinto, la simetría y la estructura tripartita.
El edificio es Monumento Histórico Nacional desde 1975.

## Colecciones
El acervo del Museo Blanes consta de más de dos mil quinientas pinturas, dibujos y grabados, a los que se suman más de doscientas esculturas de origen diverso, en su mayoría producidas por artistas uruguayos en el siglo XX.

### Juan Manuel Blanes
En este museo se puede ver uno de los cuadros más emblemáticos de la historia de la República Oriental de Uruguay El Juramento de los Treinta y Tres Orientales. Para documentarse sobre el hecho histórico, Juan Manuel Blanes viajó en 1875 a la Playa de la Agraciada en la misma fecha que se realizó el desembarco para tomar apuntes de luz y sombras. El cuadro fue expuesto en 1877 despertando gran admiración del público. 
Otro óleo de grandes dimensiones La revista de 1885, muestra al General Máximo Santos con su comitiva en la Plaza Independencia, incluye detallados retratos de Gral. Ángel Farías, Gral. Máximo Tajes, Gral. Manuel Pagola y Cnel. Manuel Benavente, entre otros que integran la numerosa comitiva.
También se exhiben otras destacadas obras del artista como La cautiva, Alegoría del Golpe de Estado, Demonio, mundo y carne, así como escenas gauchescas y retratos.

### Pedro Figari
También con exhibición permanente se encuentra parte de la colección de obras de Pedro Figari donada por Delia Figari de Herrera en 1961. Incluye obras tempranas, además de escenas campestres, candombes y patios coloniales, así como documentos y objetos de la Escuela de Artes y Oficios que Figari dirigiera con el apoyo de su hijo Juan Carlos en 1916.

### Otros artistas: nacionales y extranjeros
Parte de su acervo de arte nacional está integrado por las obras premiadas en los Salones Municipales de Artes Plásticas realizados a partir de 1940, e incluye obras de Carmelo de Arzadun, José Cuneo, Zoma Baitler, Alfredo De Simone, Gladys Afamado, José Pedro Costigliolo, Luis Caminetti, Anhelo Hernández, Vicente Martín y María Freire, entre otros.
La colección incluye también pinturas europeas de Gustave Courbet, Maurice de Vlaminck, Utrillo, Dufy, Othon Friesz, Julio Romero de Torres, entre otros.
Destaca una importante colección de grabados originales realizados entre el siglo XVI y el XX, que incluye obras de Durero, Rembrandt, Piranesi, Goya, Paul Gauguin, Henri Matisse, Miró y Picasso. Fueron adquiridos en Europa entre 1948 y 1959, y restaurados en fecha reciente con ayuda de la Unión Europea.

## Salas

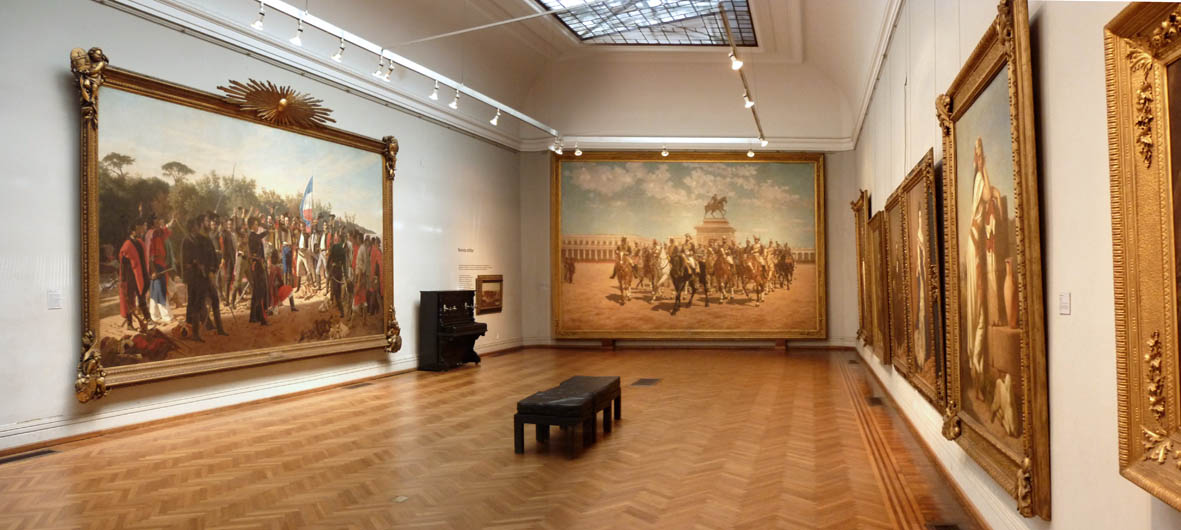
Sala dedicada a Juan Manuel Blanes.

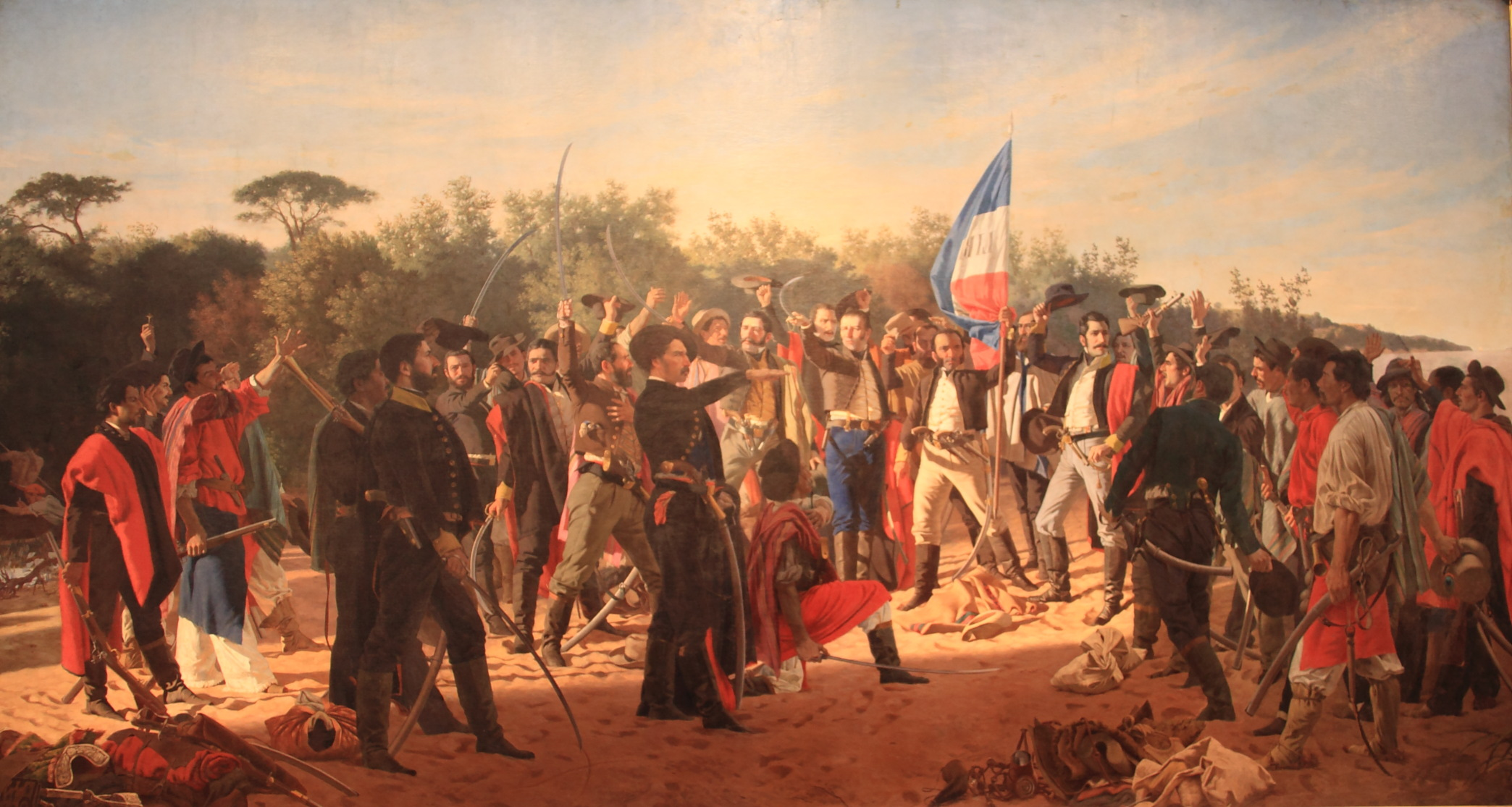
Juan Manuel Blanes El Juramento de los Treinta y Tres Orientales (1877) óleo sobre tela 311 x 546 cm.

- Sala Juan Manuel Blanes, colección permanente de Juan Manuel Blanes (1830-1901).
- Sala Pedro Figari, colección permanente de Pedro Figari (1861-1938).
- Sala Dumas Oroño
- Dos salas/galerías de exposición
- Sala de exposiciones temporarias
- Claustro para espectáculos
- Librería y tienda en el hall de acceso (creada y administrada por los Amigos del Museo Blanes desde 1993)
- Espacio Cultural Barradas, exteriores del museo.
- Jardín Japonés de Montevideo, exteriores del museo.

## Entorno
En el predio del museo, sobre la calle Pierre Fossey, donde se hallaban originalmente las cocheras de la finca, se encuentra el Espacio Cultural Barradas creado en 1991 por la Asociación de Amigos del Museo, donde se realizan talleres, conferencias y diversas actividades culturales.
Detrás del edificio principal del museo se encuentra el único Jardín Japonés del Uruguay, donado por Japón en 2001.
Su directora es Cristina Bausero.